# Acholurie
Acholurie is een medische term die slaat op de afwezigheid van galkleurstoffen in de urine van een patiënt.
Galkleurstoffen geven gal zijn groene-gele kleur. Normaal gesproken worden deze kleurstoffen in de darm opgenomen en verlaten via urine het lichaam.
Afwezigheid van de kleurstoffen in urine kan bijvoorbeeld optreden bij enkele vormen van geelzucht. In dat geval kan vaststellen van de mate waarin de kleurstoffen afwezig zijn helpen bij het vaststellen van de oorzaak van de geelzucht.